# 本郷町 (さいたま市)
本郷町（ほんごうちょう）は、埼玉県さいたま市北区の町名である。現行行政地名は本郷町のみ。丁番を持たない単独町名である。住居表示未実施地区。郵便番号は331-0802。本項では、本郷町の前身で現在も残存する大字西本郷（にしほんごう）や、その前身である本郷村（→西本郷村）についても述べる。

## 地理
埼玉県さいたま市北区北部の芝川右岸側の大宮台地上に位置する。東側で砂町に、南側で見沼や土呂町に、西側で宮原町に、北側で吉野町や今羽町や東大宮に隣接する。北端を中島都市下水路が流れ、地区の東端を流れる芝川に合流する。地区は東部の見沼代用水西縁以東にある低地（見沼田んぼ）が市街化調整区域で、それ以外は市街化区域に指定されている。鉄道駅からはやや遠いが主に住宅地として利用されている。生産緑地地区として畑地もところどころ残っている。また、かつての見沼にあたる低地は、学校用地や東大宮操車場、自動車学校などとして利用されている。
地内に旧石器時代の西本郷遺跡が所在する。

### 地価
住宅地の地価は、2021年（令和3年）1月1日の公示地価によれば、本郷町666番1の地点で160,000円/m2となっている。

## 歴史
もとは江戸期より存在した武蔵国足立郡吉野領に属する本郷村であった。村高は正保年間の『武蔵田園簿』では352石余（田222石余、畑130石）、『元禄郷帳』では358石余、『天保郷帳』では367石余であった。助郷は中山道大宮宿に出役していた。化政期の戸数は67軒で、村の規模は東西5町、南北9町余であった。地名は当地が吉野領の本郷であったことにちなむ。
- 初めは知行旗本山田氏、正保年間前頃より幕府領となる[6]。なお検地時期は不詳。
- 1629年（寛永6年） - 見沼溜井が造成され、村内で水いかり（水没田）が生じる[6]。
- 1727年（享保12年）より見沼が干拓され[10]、村内に見沼代用水およびその分水路である砂分水が翌年開削される。
- 1731年（享保16年）より見沼通船が開始、村内に本郷河岸が設置される[11][6]。
- 享保・宝暦年間に見沼干拓により新田開発された[6]。検地は1731年（享保16年）、および1758年（宝暦8年）に実施。
- 延享年間に定慶新田が開発され持添新田となる[6]。検地は1745年（延享2年）に実施。
- 1828年（文政11年）より大宮宿寄場55か村組合に所属[6]。
- 幕末の時点では足立郡に属し、明治初年の『旧高旧領取調帳』の記載によると、幕府領（代官・大竹左馬太郎支配所）[12]。
- 1868年（慶応4年）6月19日 - 武蔵知県事・山田政則（忍藩士）の管轄となる。
- 1869年（明治2年） 
  - 1月13日 - 武蔵知県事・宮原忠英の管轄区域に大宮県を設置、同県の管轄となる。県庁は東京府馬喰町に置かれる。
  - 9月29日 - 県庁が浦和に置かれ浦和県に改称。
- 1871年（明治4年）11月13日 - 第1次府県統合により埼玉県の管轄となる。
- 1879年（明治12年）3月17日 - 郡区町村編制法により成立した北足立郡に属す。郡役所は浦和宿に設置。それに伴い、郡内に同名の村が所在（現・川口市東本郷）したことから西を冠称して西本郷村となる[13]。
- 1885年（明治18年）7月16日 - 地内に日本鉄道第二区線（後の国鉄東北本線）が敷設され開業する。地内に駅は開設されなかった。
- 1889年（明治22年）4月1日 - 町村制施行に伴い、大和田村・砂村・土呂村・西本郷村・今羽村・堀崎村・島村が合併して大砂土村が発足。大砂土村の大字西本郷となる。
- 1940年（昭和15年）11月3日 - 大宮町・三橋村・日進村・宮原村・大砂土村が合併し、大宮市が発足[14]。大宮市の大字西本郷となる。
- 1954年（昭和29年）4月 - 大宮市立大砂土小学校（現・さいたま市立大砂土小学校）が大字土呂897番地から現在地に移転する。
- 1956年（昭和31年）10月1日 - 一部を事業区域に含む西本郷土地区画整理事業の事業計画決定が告示される[15]。
- 1957年（昭和32年）11月1日 - 町名地番変更により、大字大宮・大字土手宿・大字土呂・大字西本郷の各一部から盆栽町が成立[13]。
- 1958年（昭和33年）2月11日 - 町名地番変更により、大字土呂および大字西本郷の各一部から土呂町が成立[13]。
- 1959年（昭和35年）2月1日 - 町名地番変更により、大字西本郷の一部から本郷町が成立[16][13]。
- 1961年（昭和36年）
  - 7月15日 - 町名地番変更により、大字砂および大字西本郷の各一部から砂町一丁目が成立[13]。また、大字加茂宮および大字西本郷の各一部から宮原町一丁目が成立[13]。
  - 10月 - 地内に本郷会館が開館する[16]。
- 1964年（昭和39年）
  - 7月1日 - 本郷町および大字西本郷、大字砂の各一部から本郷町が改めて成立[13][17]。
  - この年 - 地内に大宮本郷郵便局が開局する[6]。
- 1965年（昭和40年）
  - 6月4日 - 西本郷土地区画整理事業の換地処分が前日に行われた[15]ことに伴い、地番変更が行われる。
  - この年 - 大字西本郷の一部が本郷町に編入される[13]。
- 1969年（昭和44年）4月25日 - 地内に東大宮操車場（現・大宮総合車両センター東大宮センター）が設置され、暫定使用を開始する（全面使用は1973年〈昭和48年〉7月）。
- 1977年（昭和52年）12月28日　- 本郷町・土呂町二丁目・砂町一丁目の各一部から見沼三丁目が成立[6]。
- 1978年（昭和53年）4月1日 - 地内に大宮市立泰平中学校（現・さいたま市立泰平中学校）が開校する。
- 1980年（昭和55年） - 地内に埼玉県立大宮工業高等学校が櫛引町より移転する。
- 1983年（昭和58年）12月 - 地内に東大宮自動車学校が開校する[18]。
- 1985年（昭和60年） - 地内に大砂土公民館が建設される[19]。
- 1990年（平成2年）3月10日 - 地内を通る東北本線に「宇都宮線」の愛称を設定、使用開始される。
- 1992年（平成4年）4月 - 現在のさとえ学園小学校の場所に栄東中学校（現・栄東中学・高等学校）が創立される。
- 1998年（平成10年）
  - 1月13日 - 本郷町の一部を事業区域に含む北部拠点宮原土地区画整理事業の都市計画決定が告示される[15]。
  - 5月18日 - 北部拠点宮原土地区画整理事業の事業計画決定が告示される[15]。
- 2001年（平成13年）5月1日 - 浦和市・大宮市・与野市が合併し、さいたま市が発足。本郷町は同市の町名となり、大字西本郷は同市の大字となる。
- 2003年（平成15年）
  - 4月1日 - さいたま市が政令指定都市に移行する。本郷町は同市北区の町名となり、大字西本郷は同区の大字となる。
  - 4月 - 栄東中学校が栄東高等学校の校地に移転され、その校地にさとえ学園小学校が創立される。
- 2006年（平成18年）9月16日 - 北部拠点宮原土地区画整理事業の換地処分が前日に行われた[15]ことに伴い、町名地番変更が行われ[20]、本郷町の一部が消滅する[21]。

### 本郷村に存在していた小字
- 苗木・中・朝日・馬場・新田・見沼[22]

## 世帯数と人口
2017年（平成29年）9月1日時点の世帯数と人口は以下の通りである。
| 町丁   | 世帯数    | 人口     |
| ------ | --------- | -------- |
| 本郷町 | 4,845世帯 | 11,321人 |

## 小・中学校の学区
市立小・中学校に通う場合、学区（校区）は以下の通りとなる。
| 区域            | 小学校                   | 中学校                 |
| --------------- | ------------------------ | ---------------------- |
| 1 - 348番地     | さいたま市立大砂土小学校 | さいたま市立植竹中学校 |
| 349 - 588番地   | さいたま市立大砂土小学校 | さいたま市立泰平中学校 |
| 1398 - 1758番地 | さいたま市立大砂土小学校 | さいたま市立土呂中学校 |
| 1759 - 1766番地 | さいたま市立大砂土小学校 | さいたま市立泰平中学校 |
| その他          | さいたま市立泰平小学校   | さいたま市立泰平中学校 |

## 交通
- 地区の東端をJR宇都宮線（東北本線）および大宮総合車両センター東大宮センターに至る東北回送線が通るが、駅はない。最寄り駅は埼玉新都市交通ニューシャトルの東宮原駅で、本郷町666番1の地点よりおよそ540 mの場所にある[8]。地区南部など地域によっては徒歩圏内にJR土呂駅もある。

### 道路
- 埼玉県道35号川口上尾線（産業道路）
- 砂本郷線
- 宮原駅前通線
- さくら東通線

## 地域

### 公園・緑地
- 本郷第一公園
- 本郷第二公園
- 本郷第三公園
- 本郷第四公園
- 本郷第五公園
- 本郷第六公園
- 本郷第七公園
- 本郷児童公園
- 本郷東公園
- 本郷けやき公園
- 本郷自然の森 - 本郷第一公園に隣接する

### 施設
- 東大宮操車場
- 埼玉県立大宮工業高等学校
- さいたま市立大砂土小学校
- さいたま市立泰平中学校（一部）
- さとえ学園小学校
- 東大宮自動車学校
- 本郷保育園
- 遊美保育園
- 大砂土公民館
- 本郷町自治会館
- 須賀神社
- 本郷神社
  - 本郷会館
- 真言宗智山派高林寺
- コンフォール西本郷 - 日本住宅公団関東支所の公団住宅として、1956年（昭和31年）に57棟全332戸から構成される西本郷団地が竣工し、その後老朽化のためコンフォール西本郷に建て替えられた。